# Вердон, Филипп
Филипп Вердон (англ. Philip Verdon; 22 февраля 1886, Брикстон, Большой Лондон — 18 июня 1960, Найроби) — британский гребец, серебряный призёр летних Олимпийских игр 1908.

## Биография
На Играх 1908 в Лондоне Вердон вместе Джорджом Фэрберном соревновался среди двоек распашных без рулевого. Они дошли до финала, но проиграли там другой британской паре и заняли второе место.